# Hojo Tokimori
Hojo Tokimori (Japans: 北条時盛) (1197 - 11 juni 1277) van de Hojo-clan was de tweede minamikata rokuhara tandai (hoofd binnenlandse veiligheid te Kioto) van 1224 tot 1242. 